# Língua amonita

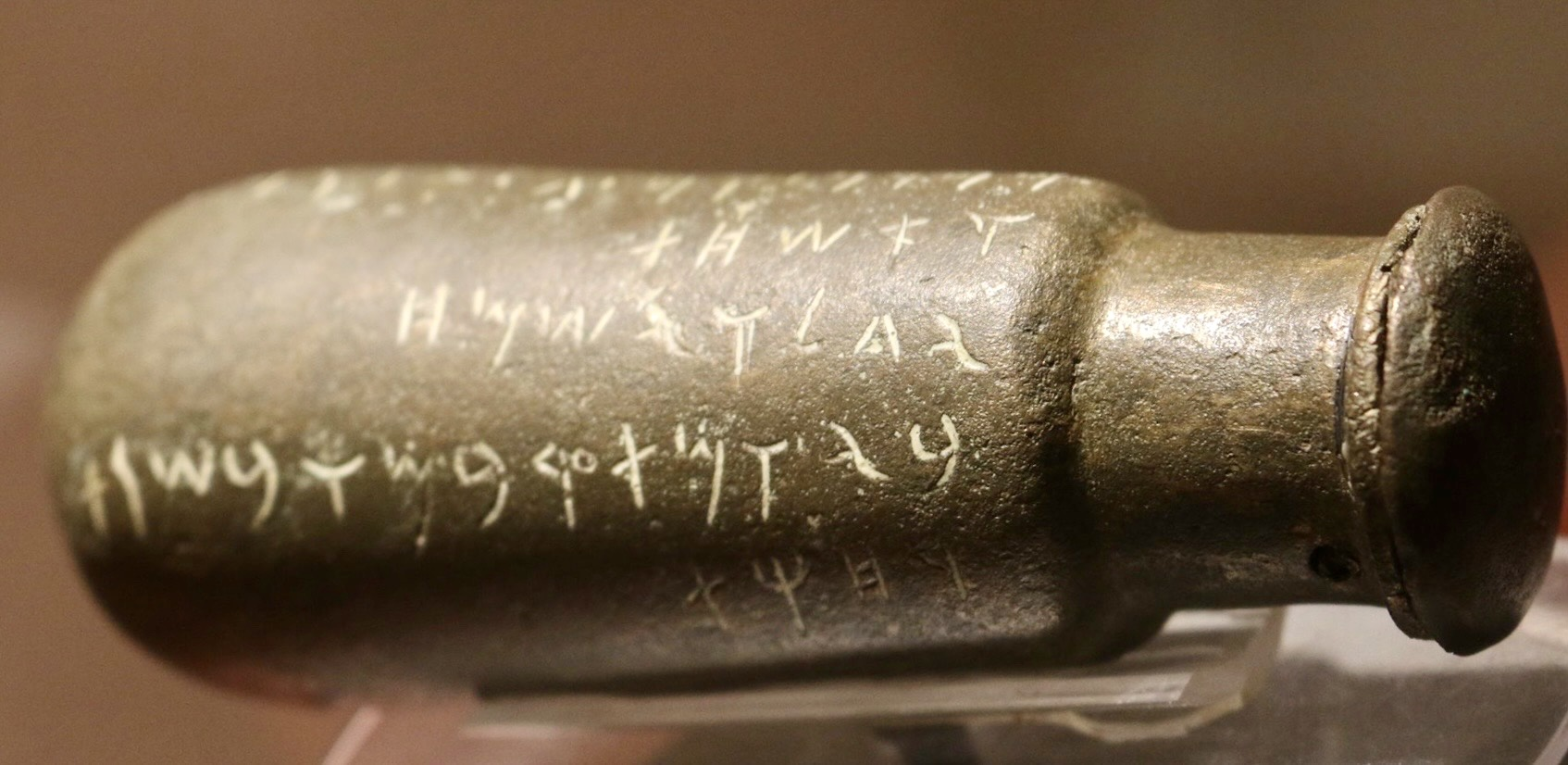
Língua amonita

A língua amonita é um idioma canaanita extinto falado pelo povo amonita, mencionado na Bíblia, que habitou a região da atual Jordânia - cuja capital, Amã, tem este nome em sua homenagem. Apenas fragmentos do idioma sobreviveram até os dias de hoje - principalmente a Inscrição da Cidadela de Amã do século IX a.C., a garrafa de bronze de Tell Siran, dos séculos VII e VI a.C., e algumas ostraca. Pelo que se pode determinar deste pequeno corpus, parece ter sido extremamente semelhante ao hebraico bíblico, com uma possível influência aramaica - incluindo o uso do verbo ‘bd em vez de seu equivalente mais comum no hebraico bíblico, ‘śh, significando "trabalhar" (uma influência aramaica semelhante pode ser evidenciada no hebraico moderno, no qual ‘bd pode significar "trabalho", como por exemplo no nome do Partido Trabalhista de Israel, `Avoda). A única outra diferença notável em relação ao hebraico bíblico é a retenção esporádica do singular feminino -t (ex.: ’šħt "cisterna", mas ‘lyh "alta".)